# Nomsebenzi Tsotsobe
Nomsebenzi Tsotsobe est une joueuse sud-africaine de rugby à XV, née le 24 novembre 1978, de 1,80 m pour 68 kg, occupant le poste de troisième ligne aile (n° 6 ou 7).

## Palmarès
- sélections en Équipe d'Afrique du Sud de rugby à XV féminin
- participations à la Coupe du monde de rugby féminine 2006: 4 matchs, 3 titularisations, 1 essai et une 12e place finale.